# Buriti de Goiás
Buriti de Goiás är en kommun i Brasilien.   Den ligger i delstaten Goiás, i den centrala delen av landet, 270 km väster om huvudstaden Brasília. Antalet invånare är 2 561.
Omgivningarna runt Buriti de Goiás är huvudsakligen savann. Runt Buriti de Goiás är det glesbefolkat, med 15 invånare per kvadratkilometer.